# 市ヶ谷刑務所
市谷刑務所（いちがやけいむしょ）は、かつて存在した日本の刑務所である。1922年（大正11年）までは「東京監獄」と呼ばれていた。
市谷刑務所と近接して、別に「市谷監獄」があった。1903年（明治36年）から1910年（明治43年）の間は両者が並存しており、しばしば混同されたりする。

## 東京監獄・市谷刑務所
北緯35度41分39秒 東経139度42分55秒 / 北緯35.694042619968876度 東経139.71525651036066度
東京監獄（市谷刑務所）のルーツは、皇居の近くの鍛冶橋に存在した「警視庁鍛冶橋監獄署」である。
1903年（明治36年）に内務省（警視庁）から司法省へ移管され、「東京監獄」と改称された。同年6月に東京駅の建設のために鍛冶橋から東京市牛込区市谷富久町（現：東京都新宿区富久町）へ移転し、7月1日から事務を開始した。1922年（大正11年） に「市谷刑務所」と改称された。
当初は未決囚を拘置して裁判所へ送致することが主な目的だったが、その後は既決囚を収容するようになり、死刑囚の収監・処刑も行っていた。当時の文献類で「市ヶ谷の未決監」とあるのは東京監獄のことである。
1937年（昭和12年）に市谷富久町から巣鴨刑務所の跡地に移転し、その際に「東京拘置所」と改称された。

### エピソード
- 永井荷風の作品（1909年）に「監獄署の裏」とあるのは東京監獄のことである（すぐ北の余丁町に荷風の自宅が存在した）。
- 大杉栄は東京監獄の未決監の回想を「獄中記」に書いている[3]。
- 1930年代には日本共産党の指導者で党員であった佐野学・鍋山貞親・三田村四郎・高橋貞樹・中尾勝男ら思想犯が収監され、佐野と鍋山は1933年（昭和8年）6月に獄中から転向声明（共同被告同志に告ぐる書）を出した[4]。同年9月の時点では272人の左翼活動家が収容されていた[5]。
- 三島由紀夫の「豊饒の海」第2巻『奔馬』で、主人公の飯沼勲が収容されるのも「市ヶ谷刑務所」である。

### 沿革
- 1870年（明治3年）12月 - 鍛冶橋門に未決囚を収容する「監倉事務取扱所」を設置。
- 1874年（明治7年） - 鶴牧藩水野家上屋敷跡地に新監倉設置[1]。
- 1876年（明治9年）2月 - 監倉事務取扱所を警視庁に移管、「鍛冶橋監獄署」と改称。
- 1903年（明治36年）3月 - 警視庁監獄が司法省に移管、鍛冶橋監獄は「東京監獄」と改称。
  - 6月 - 東京監獄が牛込区富久町に移転。
- 1911年（明治44年）1月 - 幸徳秋水ら大逆事件の死刑囚が処刑。
- 1922年（大正11年） - 「市谷刑務所」と改称。
- 1932年（昭和7年） - 李奉昌が大逆罪で処刑。
- 1937年（昭和12年） - 閉鎖（豊島区西巣鴨へ移転し、東京拘置所と改称）

## 市谷監獄
北緯35度41分37秒 東経139度43分08秒 / 北緯35.6937033923016度 東経139.71892879049605度
市谷監獄のルーツは伝馬町牢屋敷で、1875年（明治8年）に日本橋小伝馬町より市谷へ移転し、「市谷谷町囚獄役所」として設立された。所管は警視庁で、役所の範囲は現在の新宿区市谷台町全域と住吉町と富久町の一部であった。のちに「市谷監獄」と改称され、1903年（明治36年）に内務省（警視庁）から司法省に移管された。
1910年（明治43年）に東京府豊多摩郡野方村（現：東京都中野区野方）に移転し、「豊多摩監獄」となった。

### 沿革
- 1875年（明治8年） - 市谷谷町囚獄役所が谷町、富久町に設立。
- 1879年（明治12年） - 高橋お伝が処刑。
- 1903年（明治36年） - 市谷監獄と改称。
- 1910年（明治43年） - 市谷監獄が豊多摩郡野方村に移転。

## 跡地
現在の靖国通り住吉町交差点から市谷台町へ登る坂は、市谷刑務所への入口であったことから「刑務所通り」と呼ばれていた。現在の坂は住吉町交差点から見て右側に、もともとの道幅の約倍の幅に拡張されており、現在の坂の中央部から左側（左車線）がもともとの刑務所通りにあたる。
刑務所跡地の一部は、現在は「富久町児童遊園」となっており、公園内の刑死者慰霊碑が立っている場所に処刑場があったと言われる。碑は1964年（昭和39年）に日本弁護士連合会が建立したものである。
2018年（平成30年）より、西から北東に向かって跡地を横切る形で環状4号線の工事が行われている。